# 2207 Antenor
2207 Antenor è un asteroide troiano di Giove del campo troiano dal diametro medio di circa 85,11 km. Scoperto nel 1977, presenta un'orbita caratterizzata da un semiasse maggiore pari a 5,1278511 UA e da un'eccentricità di 0,0168954, inclinata di 6,80946° rispetto all'eclittica.
L'asteroide è dedicato ad Antenore, il saggio troiano che aveva vanamente tentato di convincere i propri concittadini a lasciare che Elena tornasse ai greci.